# Руди Дучке
Алфред Вили Рудолф Дучке (Шенефелд, 7. март 1940 — Орхус, 24. децембар 1979) је био немачки социолог, који је био једна од најзначајнијих личности студентског покрета у касним шездесетим годинама 20. века у Савезној Републици Немачкој.

## Биографија
Дучке је рођен у Шенефелду у близини Берлина на територији Немачке Демократске Републике као син поштанског службеника. Похађао је гимназију и постао члан омладинске организације ФДЈ а касније се јавно пријавио као пацифиста и из тих разлога није био примљен на студиј спорта. Често је посећивао Западни Берлин и пре изградње берлинског зида у њему се настанио.
У Западном Берлину је студирао социологију, етнологију, филозофију и историју и 1973. године дипломирао.
1962. године је основао радикалну групу „Субверзивна акција“ са којом је ступио у Социјалистички студентски савез и касније постао њихов функционер. Организовао је протесте против рата у Вијетнаму и против коалиције СПС- ЦДУ.
Када се проширила кампања против студентских покрета 11. априла 1968. извршен је атентат на Дучкеа. Дучке је атентат преживео али са тежом озледом мозга и морао је да се на крају поново учи да говори. Касније је живео у Данској и радио као доцент на факултету. Умро је од последица атентата 24. децембра 1979. године.

## Дело (на немачком)
- Rudi Dutschke: Jeder hat sein Leben ganz zu leben - Die Tagebücher 1963-1979 (Hrsg. v. Gretchen Dutschke), Kiepenheuer & Witsch, Köln 2003
- Rudi Dutschke: Mein langer Marsch. Reden, Schriften und Tagebücher aus zwanzig Jahren (Hrsg. von Gretchen Dutschke-Klotz, Helmut Gollwitzer und Jürgen Miermeister), Rowohlt 1980
- Rudi Dutschke: Aufrecht gehen - Eine fragmentarische Autobiographie, Olle und Wolter, Berlin 1981
- Rudi Dutschke: Lieber Genosse Bloch… - Briefe Rudi Dutschkes an Karola und Ernst Bloch (Hrsg. v. Karola Bloch und Welf Schröter), Talheimer Verlag 1988
- Rudi Dutschke: Versuch, Lenin auf die Füße zu stellen. Über den halbasiatischen und den westeuropäischen Weg zum Sozialismus, Wagenbach, Berlin 1984
- Uwe Bergmann/Rudi Dutschke/Wolfgang Lefèvre/Bernd Rabehl: Rebellion der Studenten oder die neue Opposition. Eine Analyse, Rowohlt, Reinbek b. Hamburg, 1968.
- Frank Böckelmann/Herbert Nagel (Hrsg.): Subversive Aktion. Der Sinn der Organisation ist ihr Scheitern, Verlag Neue Kritik, Frankfurt/Main 1976.